# Lockheed L-2000
Il Lockheed L-2000 fu un velivolo proposto dalla Lockheed Corporation per una gara promossa negli anni sessanta dal Governo degli Stati Uniti per lo sviluppo di un aereo da trasporto supersonico (SST). Il Boeing 2707 vinse quell'appalto, ma il progetto venne comunque successivamente cancellato per ragioni politiche, economiche e di impatto ambientale.

## Storia del progetto
Nel 1961, il presidente Kennedy lanciò un programma di sviluppo finanziato per il 75% con fondi governativi per un aereo di linea in grado di competere con le prestazioni del progetto anglo-francese Concorde. Le specifiche del programma statunitense, imposte dall'allora direttore della Federal Aviation Administration (FAA), erano molto esigenti, nell'ottica di ottenere un velivolo significativamente migliore del Concorde, con una capienza di 250 passeggeri, una velocità di crociera compresa tra Mach 2,7 e 3, e un'autonomia di circa 7400 km.
Il programma fu lanciato il 5 giugno 1963, con l'ipotesi della FAA di un mercato da 500 velivoli di questo tipo per il 1990. La Boeing, la Lockheed e la North American presentarono subito le loro proposte, e mentre il progetto della North American venne presto scartato, quelli della Boeing e della Lockheed vennero selezionati per ulteriori analisi.

### Primi studi
Come la Boeing, anche la Lockheed aveva iniziato già dal 1958 a studiare soluzioni per un SST. Le prestazioni iniziali comprendevano una velocità di crociera di circa 3 200 km/h e velocità di decollo ed atterraggio simili a quelle dei contemporanei aerei da trasporto subsonici. Altro obiettivo era quello di riuscire a controllare il centro di pressione in tutto l'arco di velocità. La Lockheed sapeva che una soluzione con ali a geometria variabile era in grado di risolvere il problema, ma aveva anche valutato gli svantaggi in termini di peso e complessità costruttiva scartandola in favore di un'ala fissa e un eventuale utilizzo del carburante come zavorra da spostare opportunamente in volo.

Confronto delle viste in pianta del Lockheed Cl-823 e L-2000

I primi studi della Lockheed prevedevano un'ala trapezoidale come quella dell'F-104, con in più delle alette canard a delta per ottenere la necessaria stabilità longitudinale, ma gli esperimenti in galleria del vento mostravano variazioni troppo brusche del coefficiente di portanza (CL). Venne quindi presa in considerazione l'ala a delta che attenuava il problema, ma non a sufficienza. I motori vennero "annegati" nelle ali e si ritornò ad una configurazione canard con il modello denominato CL-823. Nel 1963 l'ala fu modificata secondo un doppio delta, con la parte anteriore dell'ala che mostrava un angolo di freccia più pronunciato ed allungato verso il muso dell'aereo in maniera tale da rendere superflua la presenza delle alette canard e svergolata in maniera opportuna. Queste soluzioni, unitamente al disegno ottimale della fusoliera, erano in grado di contrastare lo spostamento in avanti del centro di pressione caratteristico di ali con elevati angoli di freccia. I motori vennero quindi riposizionati in gondole individuali appese alle ali.

### Versioni successive
Questa versione fu designata come L-2000-1, con una lunghezza prevista di 70 metri ed una fusoliera del diametro di circa 3,35 metri poteva disporre i passeggeri su file da 5 posti in classe economica e 4 in prima classe. In caso di configurazione mista la capacità sarebbe stata di 170 passeggeri, mentre per una configurazione ad alta densità la capacità aumentava ad oltre 200 posti.
La L-2000-1 prevedeva un muso affusolato quasi piatto nella parte superiore e leggermente curvato in basso nella parte inferiore in modo da garantire buone prestazioni aerodinamiche a velocità supersonica. Come per il Concorde, durante le fasi di decollo ed atterraggio la sezione più anteriore del muso veniva calata per assicurare una migliore visibilità ai piloti.
L'ala a doppio delta aveva una radice con un angolo di freccia di 80°, mentre la parte più esterna aveva un angolo di freccia di 60°, per una superficie totale di circa 778 m². All'aumentare dell'angolo di attacco, l'elevato angolo di freccia della radice generava vortici sul bordo di attacco che incrementavano la portanza, favorendo la stabilità del flusso aerodinamico sulle superfici di controllo durante lo stallo. Le velocità di atterraggio e decollo erano sostanzialmente comparabili con quelle del Boeing 707.
Il carrello d'atterraggio era di tipo triciclo, con ruote gemelle sulla gamba anteriore e un treno di sei ruote (le stesse montate sul Douglas DC-8) per ciascuna gamba del carrello principale.
Per garantire tempi accettabili di entrata in servizio, la Lockheed optò per una versione derivata dal turboventola Pratt & Whitney J58. Il J58 aveva già dimostrato ottime doti di spinta e prestazioni sul Lockheed SR-71. Essendo un turbofan, era naturalmente meno rumoroso a bassa quota e velocità rispetto al turbogetto, rendendo superfluo l'uso del postbruciatore al decollo. I motori erano alloggiati in gondole protette da paratie per evitare l'ingestione dello strato limite dell'ala. Le prese d'aria erano posizionate molto a valle del bordo d'attacco dell'ala in modo da essere meno soggette alle variazioni nel flusso conseguenti ai diversi assetti delle varie fasi e manovre di volo. Una loro caratteristica era anche l'auto avviamento, che, grazie a rampe finemente traforate, consentiva il corretto funzionamento della presa d'aria senza l'utilizzo di complessi meccanismi per la geometria variabile.
Gli studi preliminari condotti dalla Lockheed prevedevano che il boom sonico generato ad una quota superiore a 40000 piedi ad una velocità compresa tra Mach 1 e Mach 1,5 fosse sostanzialmente non udibile al suolo. Fu quindi proposto un profilo di missione con una quota di volo di ingresso in regime supersonico a 42 000 piedi con accelerazione fino a Mach 1,15 e salita a velocità costante fino a 71 000 piedi. Da lì in poi l'aereo avrebbe raggiunto la velocità di crociera continuando a salire gradualmente fino ad un'altitudine di 76,500 piedi (23 300 metri). Anche la discesa avrebbe seguito un particolare profilo in modo da minimizzare il livello dei boom sonici fino al raggiungimento della velocità subsonica.

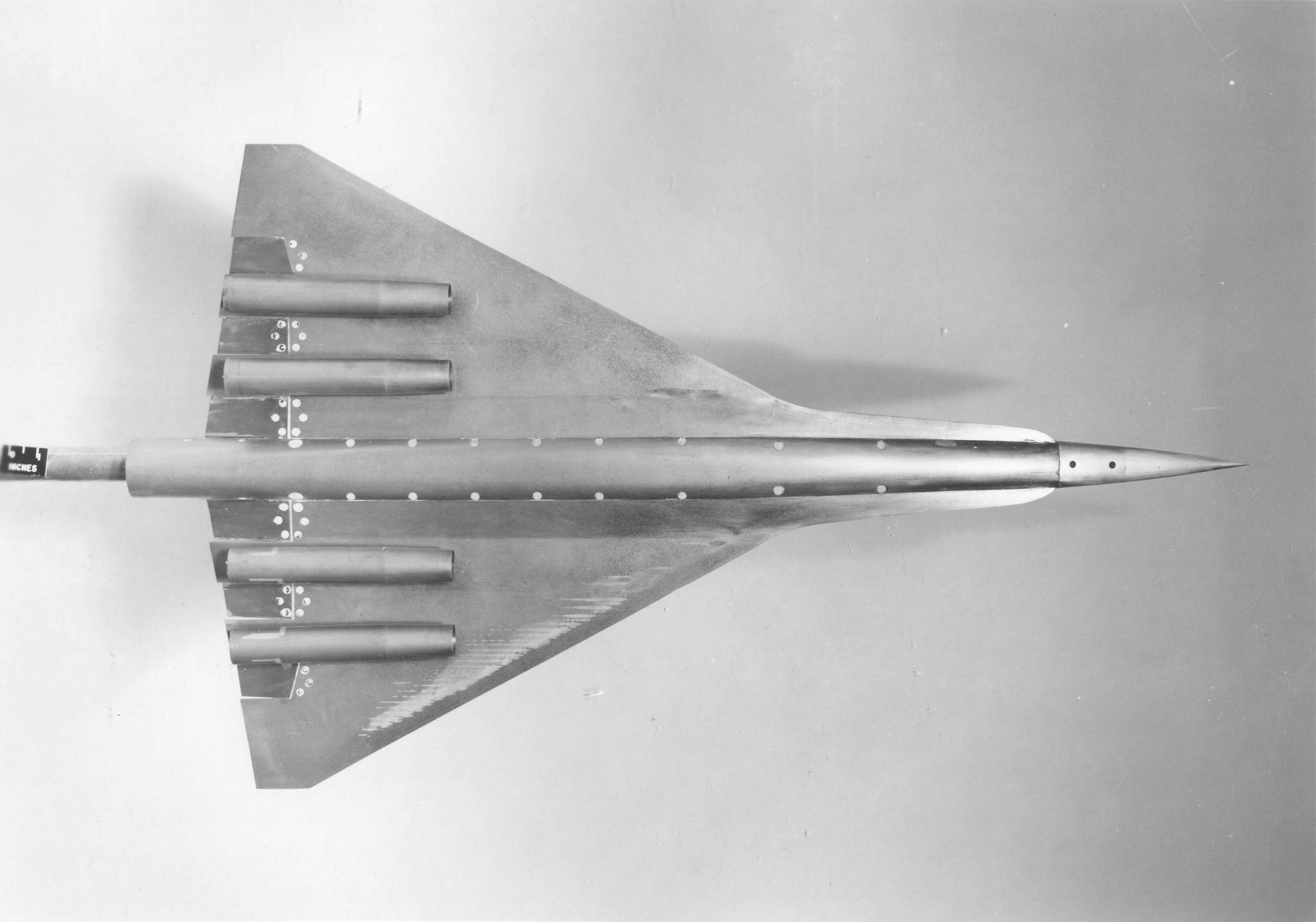
Modello di Lockheed L-2000 utilizzato dalla NASA per le prove in galleria del vento

Nel 1964, il governo degli Stati Uniti modificò le specifiche del programma SST costringendo la Lockheed a modificare il progetto, chiamato ora L-2000-2. Il nuovo disegno apportava numerose modifiche alle ali. Per aumentare l'efficienza aerodinamica lo spessore massimo dell'ala fu ridotto al 2,3% della corda, i bordi di attacco furono resi più aguzzi, gli angoli di freccia passarono da 80/60° ad 85/62° e fu aggiunto un sostanziale svergolamento al delta anteriore mentre la parte posteriore dell'ala fu svergolata verso l'alto in modo tale da lasciare (a Mach 3) gli elevoni paralleli al flusso di aria al bordo di uscita dell'ala a cui fu anche dato un angolo di freccia negativo (in avanti) di 10°. Furono introdotte nuove carenature tra fusoliera ed ali che consentirono l'impiego di un muso più corto e meno affilato che permise di ridurre la lunghezza complessiva dell'aereo a 65,2 metri mantenendo lo stesso volume interno. L'efficienza media del velivolo passò da 7,25 a 7,94.
Durante lo sviluppo dell'L-2000-2, il motore scelto dalla Lockheed fu ritenuto non più soddisfacente. La Pratt and Whitney aveva intanto disegnato un turbofan con una spinta maggiore (il JTF-17A) mentre la General Electric aveva proposto il GE4, un turbogetto con postbruciatore e statori del compressore a geometria variabile che aveva prestazioni inferiori a basse velocità, ma era più efficiente alle velocità di crociera. La Lockheed continuò a preferire i motori della Pratt, ma il rischio che il GE-4 avesse potuto vincere la gara per il motore dell'SST li portò a ridisegnare le gondole motore in modo da poter installare indifferentemente l'uno o l'altro modello. Per aumentare la portata di aria per ridurre il rumore o per migliorare l'efficienza della postcombustione, furono introdotti portelli nella zona posteriore delle gondole, mentre parte dell'ugello di scarico poteva essere orientato in modo da fungere da aerofreno a velocità inferiori a Mach 1,2 o come inversore di spinta al suolo.
Per resistere alle temperature generate dall'alta velocità di volo, si prevedeva per le ali e la fusoliera un largo impiego di leghe di titanio (in particolare Ti 8-1-1). L'espansione dovuta ai conseguenti gradienti termici venne tenuta in debita considerazione in fase progettuale, prevedendo corrugamenti e depressioni sui pannelli lungo il senso delle corde alari.
Durante la fase di studio preliminare, la possibilità del sorvolo supersonico di aree abitate non era ancora stata scartata. Fu quindi prevista anche una versione a corto raggio e più elevato peso al decollo in grado di trasportare su tratte continentali 250 passeggeri contro i 220 della versione a lungo raggio.

### Gara

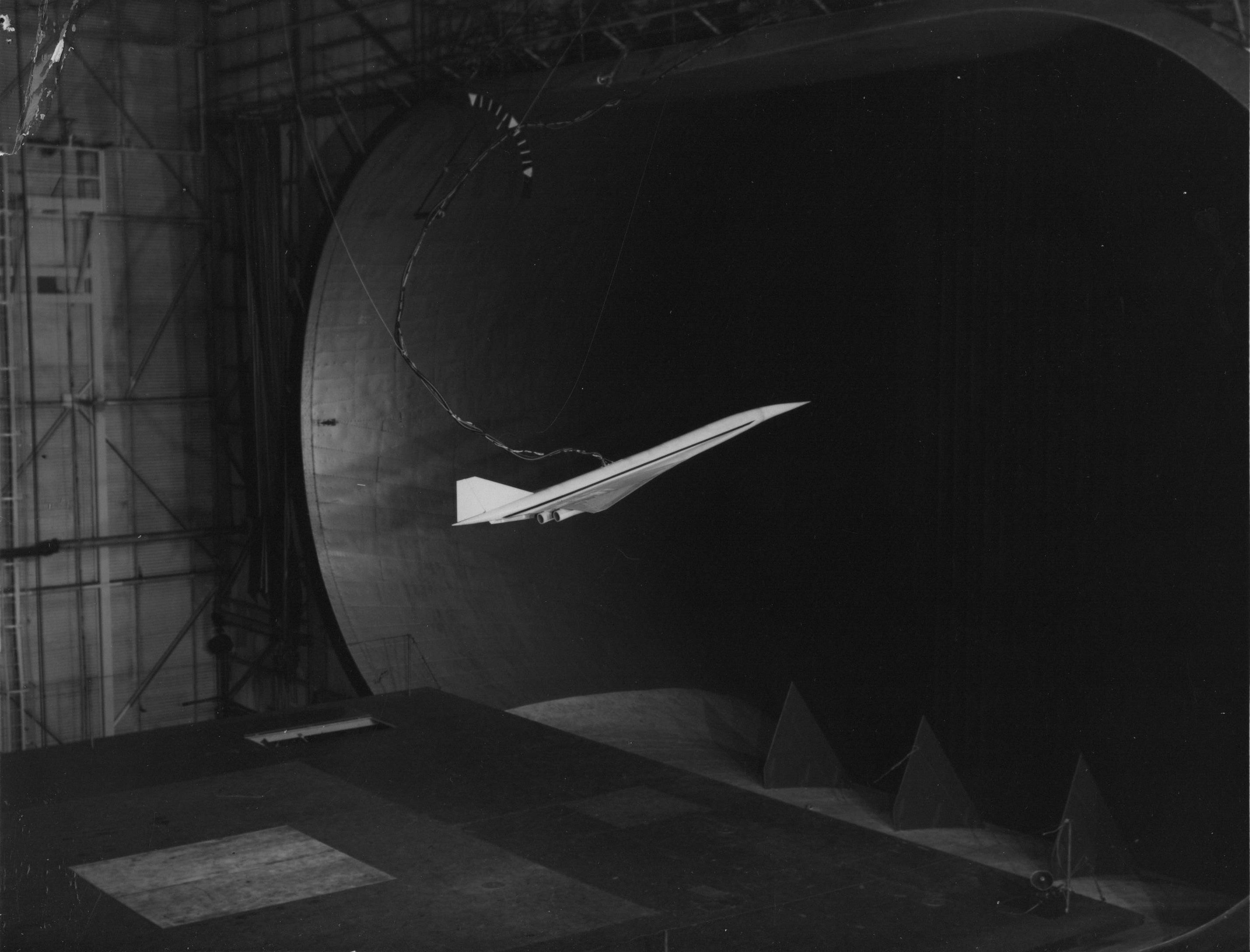
Modello di Lockheed L-2000-7 in galleria del vento

Nel 1966, il progetto assunse la sua forma definitiva con le versioni L-2000-7A e L-2000-7B. L'L-2000-7ª mostrava un'ala ridisegnata (nello svergolamento e curvatura) e la fusoliera allungata ad 83 metri per il trasporto di 230 passeggeri in una configurazione mista di classi. L'angolo di freccia anteriore era stato ridotto ad 84° mentre quello posteriore era stato aumentato a 65° ed erano presenti ipersostentatori di bordo d'attacco per aumentare la portanza alle basse velocità. La fusoliera venne rimodellata assottigliandola in corrispondenza delle ali, ingrandendola nella parte bassa per aumentare la capacità di carico (combustibile e bagaglio) ed affusolando ulteriormente il muso e la coda. Per aumentare la stabilità direzionale venne aggiunta una deriva ventrale posizionata posteriormente sotto la fusoliera. La versione L-2000-7B, invece, aveva la fusoliera allungata a 89 metri, con una cabina passeggeri più capiente ed una curvatura verso l'alto più pronunciata della coda in modo da evitare urti con la pista durante la fase di decollo. Per entrambe, il peso massimo al decollo era di 267 600 kg, e l'efficienza di 7,94:1.
Delle riproduzioni a grandezza naturale dei progetti del Boeing 2707-200 e dell'L-2000-7 furono presentati nell'estate del 1966 all'FAA, ed il progetto della Boeing venne scelto il 31 dicembre 1966. Quello della Lockheed fu giudicato più semplice e meno problematico nella costruzione, ma con prestazioni inferiori nel decollo e alle basse velocità. Il progetto della Boeing fu considerato più avanzato tecnologicamente, in grado di rivaleggiare meglio nei confronti del Concorde e quindi più rispondente ai requisiti iniziali dell'FAA.
In seguito, però, la Boeing fu costretta a tornare sui suoi passi scartando la configurazione delle ali a geometria variabile per quella più semplice della Lockheed (ma con l'aggiunta di un piano di coda orizzontale). A causa di problemi tecnici, ritardi, sforamenti di budget, questioni relative all'impatto ambientale, il progetto SST della Boeing fu cancellato definitivamente il 20 maggio del 1971 dopo che il Congresso degli Stati Uniti votò (il 24 marzo 1971) per la sospensione del finanziamento federale.

## Velivoli comparabili
Francia-Regno Unito
- Concorde

 Stati Uniti
- Boeing 2707

 Unione Sovietica
- Tupolev Tu-144
- Tupolev Tu-444